# San Pietro di Caridà
San Pietro di Caridà è un comune italiano di 954 abitanti della città metropolitana di Reggio Calabria in Calabria.
Il comune è situato ai piedi del Monte Crocco, al confine con la provincia di Vibo Valentia. Tipico paese collinare dell'entroterra calabrese, incorniciato da folti boschi e attraversato da vari ruscelli.

## Geografia fisica
Il comune di San Pietro di Caridà comprende un territorio di 48,08 km²; il paese capoluogo, noto anche semplicemente come Caridà, è situato a circa 325 metri sul livello del mare. L'altitudine minima è di 63 m, mentre la massima raggiunge i 1 260 m.
Il territorio, in prevalenza collinare con ampie aree boschive, è caratterizzato da una marcata discontinuità, ed è attraversato da numerosi corsi d'acqua, tra cui i fiumi Fermano, Marepotamo, Metramo e i torrenti Maranina, Cicciarella, Fiumarolo, Melanda e Torno; d'interesse paesaggistico sono considerati il Fosso dei Morti e la valle Carýa. Ricade nel territorio del comune, oltre che in quello di Galatro, a circa 900 m di altitudine, la diga del Metramo.
L'irregolarità e la presenza nel distretto sismico denominato Le Serre, rendono il territorio ad alto rischio sia sismico sia idrogeologico; la ricchezza di corsi d'acqua oltre a costituire un'importante risorsa espone infatti il comune a eventi alluvionali.
Caridà, insieme con la vicina San Pierfedele, è attraversato dalla strada provinciale 4, ex strada statale 536 di Acquaro. Tenendo conto della sede municipale, è il comune più a nord della provincia di Reggio Calabria. Confinante con i comuni di Serrata, Dinami, Laureana di Borrello, Fabrizia, Arena e Galatro, è parte della piana di Gioia Tauro, della Comunità montana Versante Tirrenico Settentrionale e del Parco Antropico di Galatro.

## Origini del nome
San Pietro di Caridà è il nome scelto nel 1928 per il nuovo comune nato da una fusione tra i già esistenti comuni, istituiti nel 1811, di Caridà e San Pier Fedele, quest'ultimo precedentemente chiamato San Pietro fino al 1863, che nei secoli precedenti era stato un casale dipendente da Caridà insieme con Charopoli, oggi nota come Garopoli. Mentre San Pietro è un termine agionimico legato al santo, a cui è anche dedicata la chiesa di San Pier Fedele, il nome Caridà deriva dal greco Caris (charis), termine usato per indicare un luogo caritatevole, ricco di misticismo e di venerazione.

## Storia
Nato nella seconda metà del 900 d.C., nell'età bizantina, il villaggio di Caridà, anticamente detto anche Charidà, sorgeva nell'attuale zona denominata Largo dei Nobili, arrivando presto a comprendere un'area che si estendeva tra le attuali vie Chiesa matrice, Vittorio Emanuele, Vico castello e Diaz, circondata da un'alta muraglia.
L'età feudale, durante la quale era assoggettato al Principato di Mileto, vide Caridà soggiogarsi a diverse famiglie nobili, tra le quali Sanseverino, Lauria e Ruffo di Montalto. Dal 1421 rientrò tra i possedimenti dei Marchesi d'Arena, dal 1505 passò alla famiglia dei Mendoza, e, dal 1593 al 1806, anno in cui fu abolito il sistema feudale, fu dominata dai De Sylva principi di Eboli. Lo "Stato di Caridà" aveva giurisdizione anche sui vicini casali di San Pietro e Garopoli, anticamente noto come Charopoli. Durante tali secoli non mancarono periodi di malcontento e di proteste contro i baroni; in particolare fu di rilievo la protesta del 1751 dell'allora sindaco contro la principessa di Mileto, "illustre duchessa dell'Infantado", grazie alla quale è rimasta testimonianza delle varie vessazioni esercitate dai feudatari nei relativi atti civili.
Già riconosciuto come universitas dal '600, nel 1799, con l'applicazione del nuovo ordinamento istituzionale del generale Championnet, fu compreso nel cantone di Tropea. La legge francese del 19 gennaio 1807 confermò lo status di università, o luogo, il cui governo locale era gestito da un decurionato; la stessa legge assegnò il territorio al governo di Laureana e riconobbe come università anche il vicino centro di San Pietro. Con il decreto del 4 maggio 1811, istitutivo di comuni e circondari, Caridà e San Pietro, che incorporò anche Garopoli, divennero comuni autonomi. Dopo tale riordino amministrativo attuato sotto il Regno di Napoli, Caridà era quindi parte del circondario di Laureana di Borrello, nel distretto di Palmi della provincia Calabria Ulteriore Prima.
Tra il 1862 e il 1863, per essere rimasti "fedeli" ai Borboni e alla sua stessa autonomia, mettendo in atto anche moti contro Caridà, San Pietro cambiò nome in San Pier Fedele, che divenne presto più nota come San Pierfedele, ossia con la variante di Pietro, Pier, attaccata all'aggettivo. Il 22 marzo 1928 San Pier Fedele fu tuttavia incorporato in Caridà, dando vita al nuovo comune di "San Pietro di Caridà".
In una descrizione storica del 1823, Caridà era descritto come un luogo ricostruito dopo il terremoto del 1783, che lo aveva completamente distrutto, caratterizzato dalla produzione di grani, grani d'india, frutti, viti, olive, castagne e gelsi, con una popolazione di circa 1 500 abitanti. 
Caridà era anche caratterizzato dalla presenza di due conventi. Il primo, più grande, sorgeva nei pressi dell'odierna chiesa del Carmine, costruita sulle sue rovine dopo il terremoto del 1783. Fondato da carmelitani sul finire del 1400 e intitolato a Santa Maria del Carmine, era formato da un complesso a due piani circondato da alte mura; il piano superiore aveva oltre sessanta camere. Il secondo invece era stato fondato da domenicani il 21 marzo 1534 ed era situato sul confine con il casale di San Pietro. Inizialmente intitolato a Santa Maria della Misericordia e poi a San Giovanni Battista, a cui era dedicata anche la relativa chiesa conventuale, cessò come il primo la sua attività nel 1652, per conseguenza della bolla Instaurandae regularis disciplinae di papa Innocenzo X che aboliva i piccoli conventi. Più tardi, tuttavia, il convento dei carmelitani fu rianimato a partire dal 1741 dalla presenza di frati osservanti. All'epoca del terremoto del 1783, i 12 frati che risiedevono nel convento prima della scossa avevano censito una popolazione di 1 540 unità a Caridà, più 483 in San Pietro e 186 in Garopoli; le vittime nei tre centri erano state 96.

### Simboli
L'attuale stemma del comune è stato concesso con decreto del presidente della Repubblica del 19 marzo 2014.
Il gonfalone è un drappo di giallo.
Lo stemma in precedenza era descritto come uno scudo che «raffigura una torre d'argento, murata, chiusa e finestrata di nero, sinistrata di noce al naturale, su terrazzo verde, con il nome Caridà in oro, il tutto sormontato da una corona angioina», che ricordava la fedeltà alla dinastia angioina che ha caratterizzato la sua storia.

## Monumenti e luoghi d'interesse
Tra le opere di rilievo artistico del territorio del comune, figurano: la tela del '700 raffigurante la Madonna del Carmelo posta nella chiesa della frazione di Garopoli; gli affreschi della chiesa di Santa Maria Assunta e la campana risalente al '600 della chiesa di Santa Maria del Carmelo. Nel centro storico spiccano Palazzo Prostimo, Palazzo Merigliano, Palazzo Rosia, Palazzo Moricca, Palazzo Cavallari, attuale sede il municipio, e nell'adiacente largo dei Nobili è situata una fontanina centenaria. Tra i beni culturali e paesaggistici sul suo territorio sono presenti anche le rovine di un castello fatto costruire da Ruggero il normanno, due antichi frantoi e due mulini.
La chiesa matrice ospita stucchi neoclassici del decoratore Francesco Morani.  Conserva pure la statua lignea di San Francesco di Paola fatto dal padre Fortunato,  I medaglioni ai laterali dell'altare analoghi si trovano nella chiesa di San Nicola a Galatro e nel duono di San Leoluca di Vibo Valentia.  Oltre alla chiesa matrice, dedicata a Santa Maria Assunta, Caridà ospita anche la citata chiesa di Santa Maria del Carmelo, nella quale negli anni '90 furono ritrovati degli ossari ottocenteschi; la frazione di San Pierfedele ospita la chiesa di San Pietro Apostolo; Garopoli ospita la chiesa di San Nicola, mentre negli anni 2014 è stata ristrutturata una vecchia chiesetta costruita in Prateria, grazie soprattutto all’interessamento del parroco dell'epoca don Giuseppe Sofrà e dagli abitanti della frazione di Prateria, i quali dedicarono la stessa a chiesa in onore di san Giuseppe impreziosendola di una bellissima statua del santo..

### Aree naturali
Ricadono nel territorio del comune due aree naturali, entrambe situate non lontano dalla frazione di Prateria, al confine con i territori comunali di Dinami e Galatro:
- l'area dall'alta valle del fiume Metramo al piano di Calcinara (o Castagnara), caratterizzata da faggi e pini, con sottobosco di pungitopo all'interno, e all'esterno da una vegetazione di lecceta con sottobosco di erica e ginestra;
- il versante meridionale della Riserva Naturale Biogenetica Marchesale, composta da una fitta fageta con sottobosco di agrifoglio.

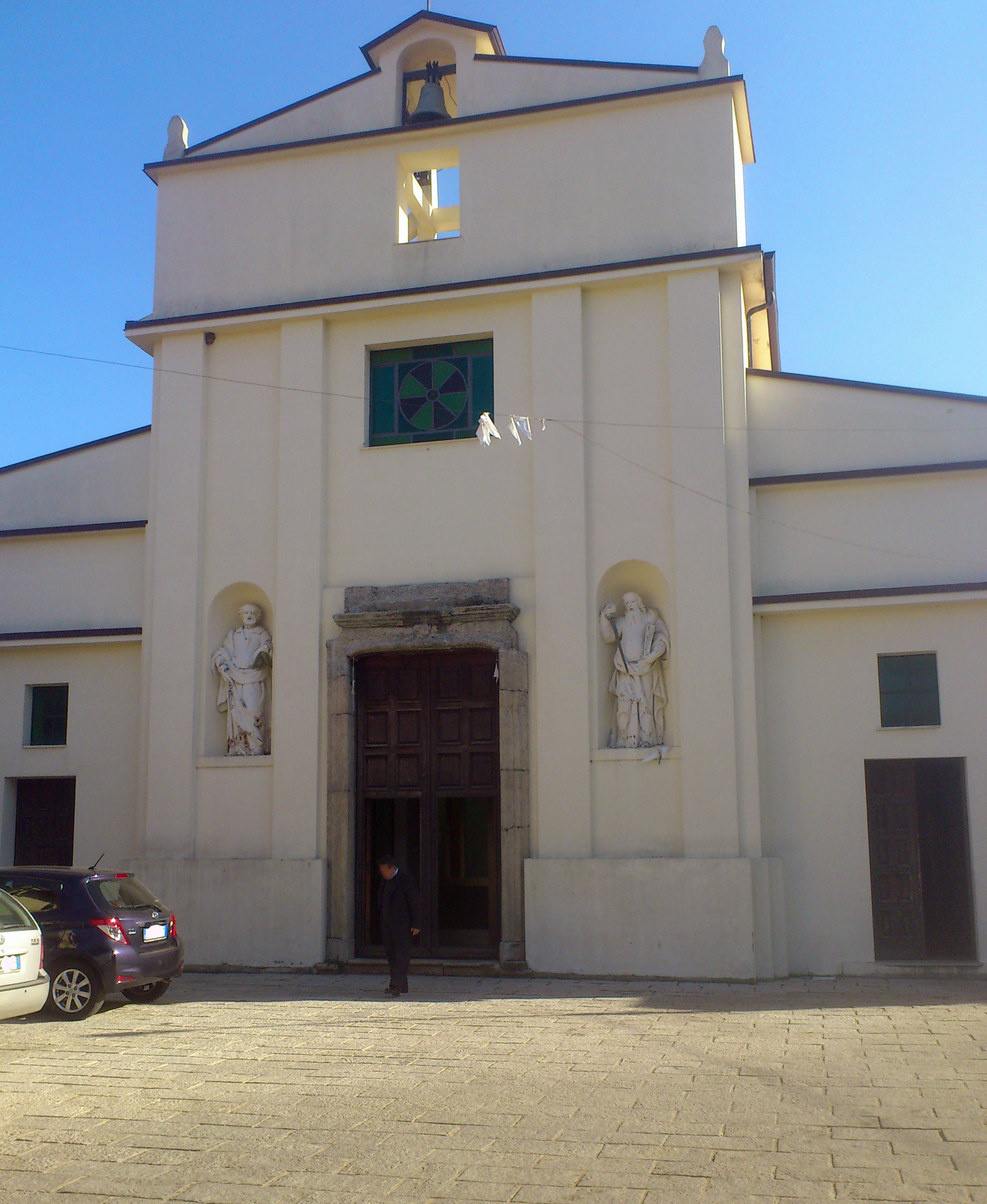
Chiesa matrice di Santa Maria Assunta, a tre navate
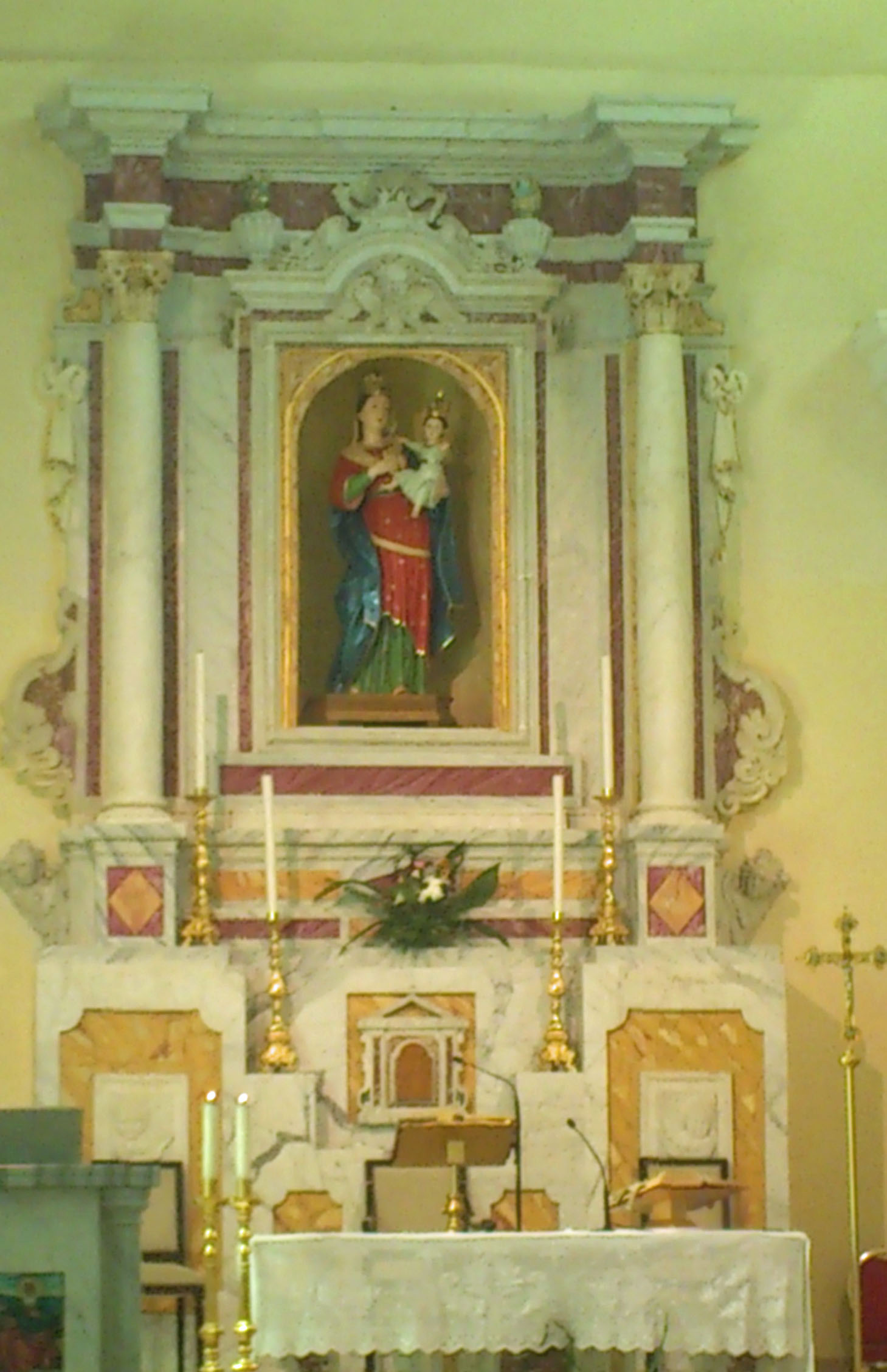
Altare della chiesa matrice con statua della Madonna delle Grazie
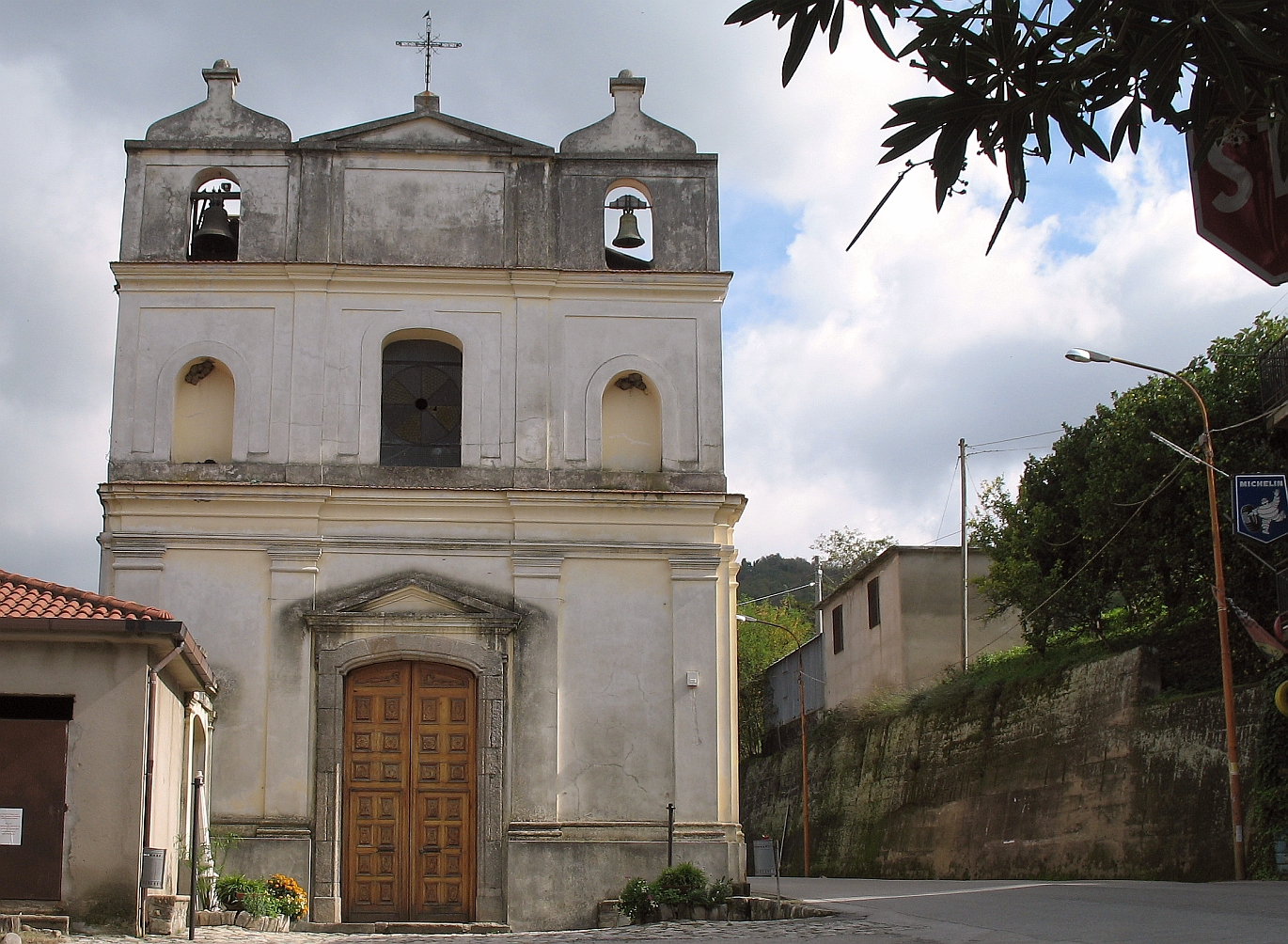
Chiesa del Carmine, sita sulla strada provinciale
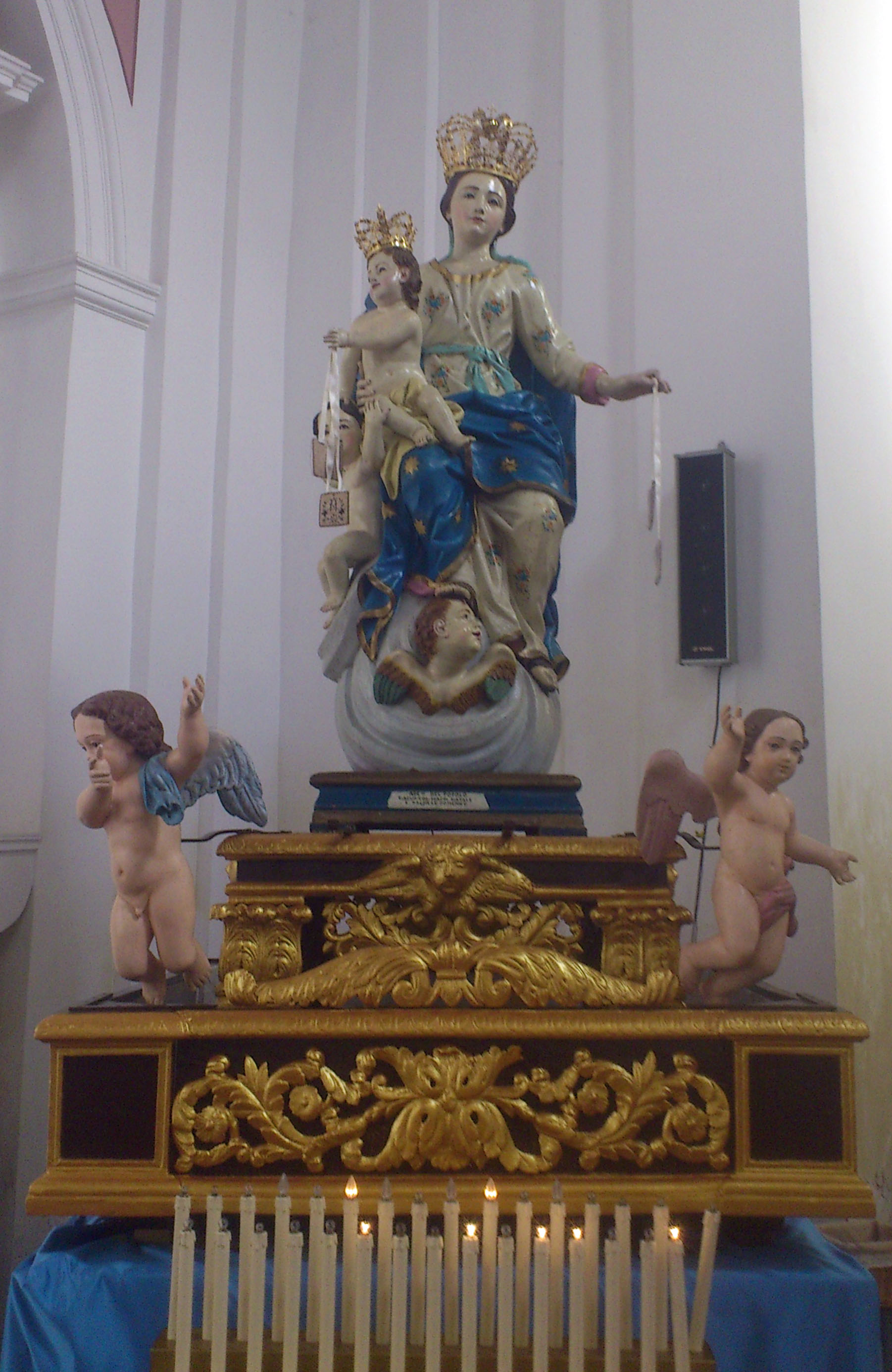
Statua della Madonna del Carmine
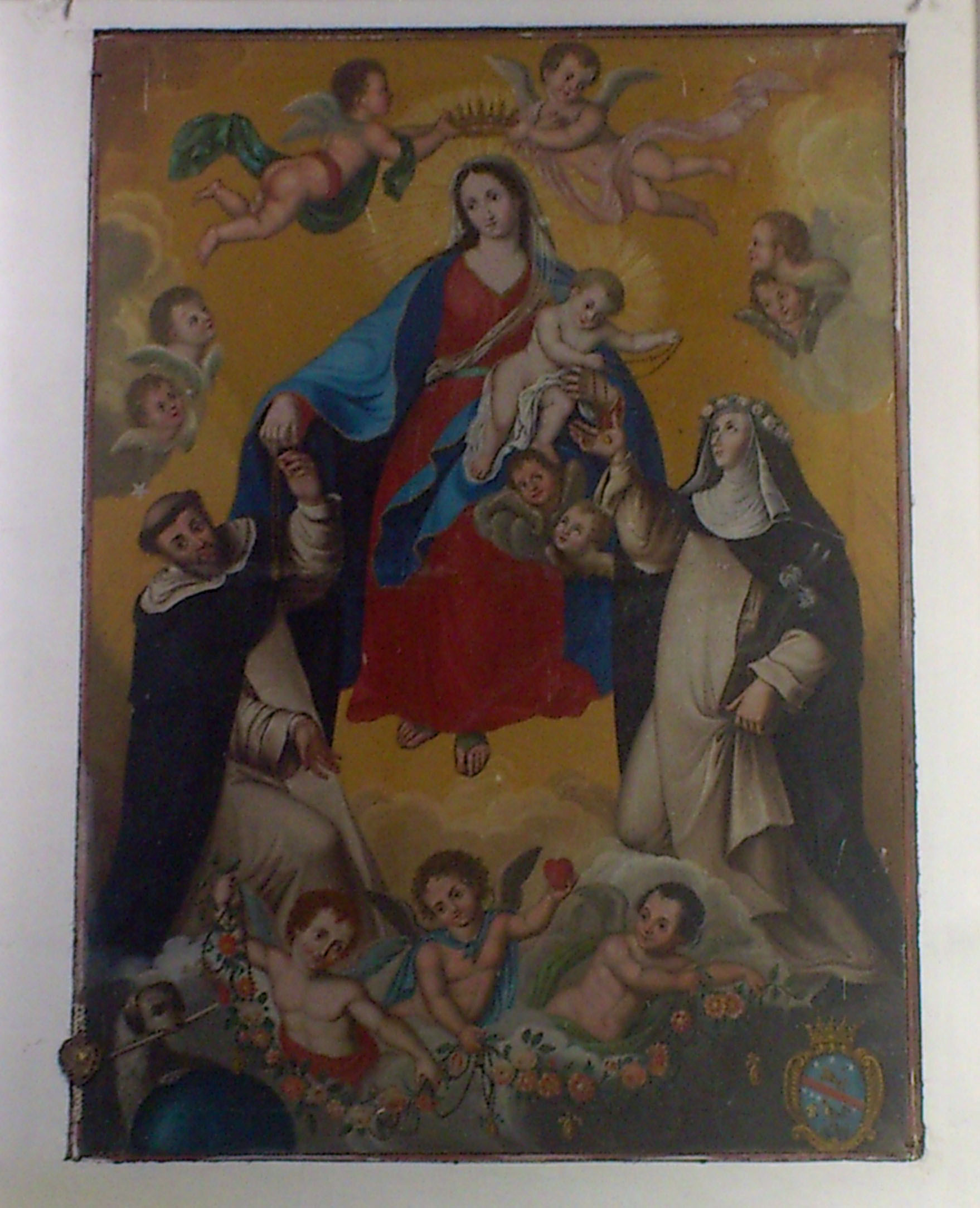
Dipinto esposto nella chiesa del Carmine

## Società

### Evoluzione demografica
La popolazione è composta da circa seicento famiglie; l'età media al 2012 è di 47,1 anni, mentre il reddito medio al 2011 è di 5.449 euro.
Abitanti censiti

## Cultura

### Eventi
Le principali feste cittadine sono legate alle tradizioni religiose, per le quali, oltre alle processioni con le statue dei santi celebrati, occasionalmente vengono invitati a esibirsi alcuni gruppi musicali o teatrali di rilevanza locale e organizzati spettacoli pirotecnici. Di seguito i principali eventi:
- Festa patronale in onore di San Sebastiano, il 20 gennaio.
- Feste in onore della Madonna del Carmine e della Madonna delle Grazie, entrambe festeggiate, ad anni alterni, la seconda domenica di agosto.
- Festa in onore di san Rocco, il 16 agosto.
- Festa in onore di san Placido Martire, nella frazione di San Pierfedele, di cui è patrono, la seconda domenica di ottobre.

Saltuariamente in estate vengono anche organizzate delle sagre. Di rilievo e occasione di rientro dei cittadini emigrati permangono le celebrazioni religiose della Pasqua e del Natale, per le quali saltuariamente si organizzano anche presepi e passioni viventi; in occasione della Pasqua anche a Caridà si tiene annualmente la tradizionale rappresentazione dell'Affruntata.

## Geografia antropica

### Frazioni
Il comune di San Pietro di Caridà comprende cinque frazioni:
- San Pierfedele, o San Pier Fedele[4], anticamente denominata San Pietro, è adiacente al paese capoluogo. Fu comune autonomo dal 1811 al 1928, quando fu aggregato al comune di Caridà per dare vita al nuovo comune di San Pietro di Caridà. Cambiò nome nel 1863 da San Pietro a San Pier Fedele, ma negli atti ufficiali incominciò a essere trascritto come San Pierfedele già prima del 1900[4][10]. Conta circa 360 abitanti[31].
- Garopoli, insieme con San Pierfedele, è uno dei centri più antichi del comune, formato oggi da case per lo più non abitate. Situato tra San Pierfedele e Dinami e noto anticamente come Charopoli[9], ospita l'antica chiesa di San Nicola. È noto per aver ospitato lo studio dello scultore Domenico De Lorenzo, autore di molte delle statue situate nelle chiese della zona[10]; è inoltre il paese natale di Domenico Cavallari.
- Corruttò, località situata a circa 650 m di altitudine e abitata da circa 240 abitanti[31], è adiacente a Monsoreto, frazione del comune di Dinami.
- Prateria, nucleo urbano di circa 100 abitanti, è situato in zona montana a circa 800 m di altitudine[31]. Anche se ha origini più antiche, vide luce tra il 1910 e il 1911 grazie alla società forestale calabrese che costruì delle baracche per le famiglie degli operai impiegati nella vicina falegnameria[10], nota durante gli anni della guerra per la costruzione di calci per i fucili impiegati dall'esercito.
- Misimizzi[3], località montana formata da un piccolo agglomerato di fattorie abitato da poche famiglie.

## Economia
L'economia, povera, è basata principalmente sulla produzione agricola; in particolare si coltivano cereali, frumento, foraggi, ortaggi, olive, uva, agrumi e si allevano ovini, suini, ovini, caprini, equini e avicoli. Il settore dell'industria si limita alla presenza di ditte commerciali di piccola entità, per lo più nel settore alimentare, edile e della lavorazione del legno; il terziario, oltre alla fornitura di alcuni servizi basilari della pubblica amministrazione, tra cui spicca l'assenza, dal 2010, di sedi scolastiche, è formato prevalentemente da alcune strutture ricettive, tra le quali un agriturismo e un hotel ristorante nella frazione Prateria.
Il settore turistico è caratterizzato per lo più dal rientro di emigrati durante i periodi di vacanza estivi e le festività; fonti di attrazione, oltre alle strutture ecclesiastiche e ai palazzi ottocenteschi sopra menzionati, sono la degustazione di prodotti culinari tipici e la presenza di alcuni sentieri naturalistici, nonché la vicinanza al parco naturale regionale delle Serre. A Caridà è presente un campo sportivo adibito sia a campo da tennis sia da calcetto. Per quanto riguarda il volontariato, è presente una sezione dell'Auser.
La diga del Metramo, costruita in località Castagnara, al 2013 non era ancora entrata in regime di produttività.

## Infrastrutture e trasporti
San Pietro di Caridà è collegato con i paesi vicini e con i maggiori centri calabresi (Reggio Calabria, Catanzaro, Cosenza) da autobus operati da aziende che offrono anche servizi di collegamento interregionali.

## Amministrazione
| Periodo        | Periodo        | Primo cittadino          | Partito                         | Carica                    | Note |
| -------------- | -------------- | ------------------------ | ------------------------------- | ------------------------- | ---- |
| 23 aprile 1995 | 13 giugno 1999 | Rocco Sicari             | lista civica di centro          | sindaco                   |      |
| 13 giugno 1999 | 13 maggio 2001 | Rocco Sicari             | lista civica di centro          | sindaco                   |      |
| 13 maggio 2001 | 29 maggio 2006 | Domenico Ienco           | lista civica di centro-sinistra | sindaco                   |      |
| 29 maggio 2006 | 7 giugno 2009  | Palmina Marcella Petullà | lista civica di centro-sinistra | sindaco                   |      |
| 7 giugno 2009  | 25 maggio 2014 | Mario Masso              | lista civica                    | sindaco                   |      |
| 25 maggio 2014 | 30 agosto 2017 | Mario Masso              | lista civica                    | sindaco                   |      |
| 30 agosto 2017 | 10 giugno 2018 |                          |                                 | commissario straordinario |      |
| 10 giugno 2018 | 15 maggio 2023 | Sergio Rosano            | lista civica                    | sindaco                   |      |
| 15 maggio 2023 | in carica      | Caterina Gatto           | lista civica                    | sindaco                   |      |